# Amanda Gorman
Amanda Gorman (Los Ángeles, 7 de marzo de 1998) es una poetisa y activista estadounidense, laureada como Poetisa Nacional Juvenil. Su obra se centra en cuestiones de opresión, feminismo, raza y marginación, así como en la diáspora africana. Publicó el libro de poesía The One for Whom Food Is Not Enough en 2015. En enero de 2021, se convirtió en la poetisa más joven en leer en una investidura presidencial, leyendo su poema The Hill We Climb (La colina que escalamos) en la toma de posesión de Joe Biden.

## Trayectoria
Gorman nació en Los Ángeles y fue criada por su madre, una profesora llamada Joan Wicks, con sus dos hermanos. Tiene una hermana gemela, Gabrielle, que es activista. Gorman ha dicho que creció en un ambiente con acceso limitado a la televisión. Tuvo un impedimento del habla cuando era niña. Se ha descrito a sí misma como una "niña rara" que disfrutaba de la lectura y la escritura, actividades que fueron alentadas por su madre. Gorman ha dicho que tiene un desorden de procesamiento auditivo y que es hipersensible al sonido.
Gorman asistió a New Roads, una escuela privada en Santa Mónica, para los grados K-12, y estudió sociología en la Universidad de Harvard. Mientras estaba en Harvard, se convirtió en la primera persona en ser laureada como joven poetisa nacional en abril de 2017. Fue elegida entre cinco finalistas.
Quiso convertirse en delegada de la juventud para la Organización de las Naciones Unidas en 2013 después de ver un discurso de la ganadora pakistaní del Premio Nobel de la Paz Malala Yousafzai. Gorman fue elegida como la joven poetisa laureada de Los Ángeles en 2014. Publicó el libro de poesía The One for Whom Food Is Not Enough en 2015.
Gorman es el fundadora de la organización sin ánimo de lucro One Pen One Page, que dirige un programa de escritura y liderazgo juvenil. En 2017, se convirtió en la primera joven poetisa que abrió la temporada literaria de la Biblioteca del Congreso de Estados Unidos, y ha leído su poesía en el canal MTV. La Biblioteca y Museo Morgan adquirió su poema "In This Place (An American Lyric)" y lo exhibió en 2018 cerca de las obras de Elizabeth Bishop. En 2017, Gorman se convirtió en la primera autora en aparecer en el Libro del Mes del Instituto XQ, un programa mensual donde se comparten los libros favoritos de la Generación Z. Escribió un homenaje a los atletas negros para Nike, y tiene un acuerdo con Viking Children's Books para escribir dos libros ilustrados para niños.
En 2017, Gorman dijo que quiere postularse para presidenta de Estados Unidos en 2036.
Su arte y activismo se centran en temas de opresión, feminismo, raza y marginación, así como en la diáspora africana.
El 20 de enero de 2021, recitó un poema en la investidura presidencial de Joe Biden, convirtiéndose en la poetisa más joven en leerlo en una toma de posesión presidencial. Después del 6 de enero de 2021, modificó la redacción de su poema para abordar el asalto al Capitolio de los Estados Unidos.
La National Football League contrató a Gorman para recitar un poema original como parte de la ceremonia de inauguración de la temporada en febrero de 2021, en reconocimiento a tres capitanes honorarios de la liga, que simbolizan a los miles de profesionales de los servicios médicos, educativos y de los veteranos que se han preocupado de sanar y dar apoyo a las personas que más lo necesitaban durante la pandemia de COVID-19.
En los Países Bajos y en España, la agencia de Gorman vetó a algunos traductores ya que el perfil que buscan para la traducción de su obra es el de “una mujer, joven, activista, poeta, con experiencia como traductora y, preferentemente, afroamericana”.